# Frédéric Chevillon

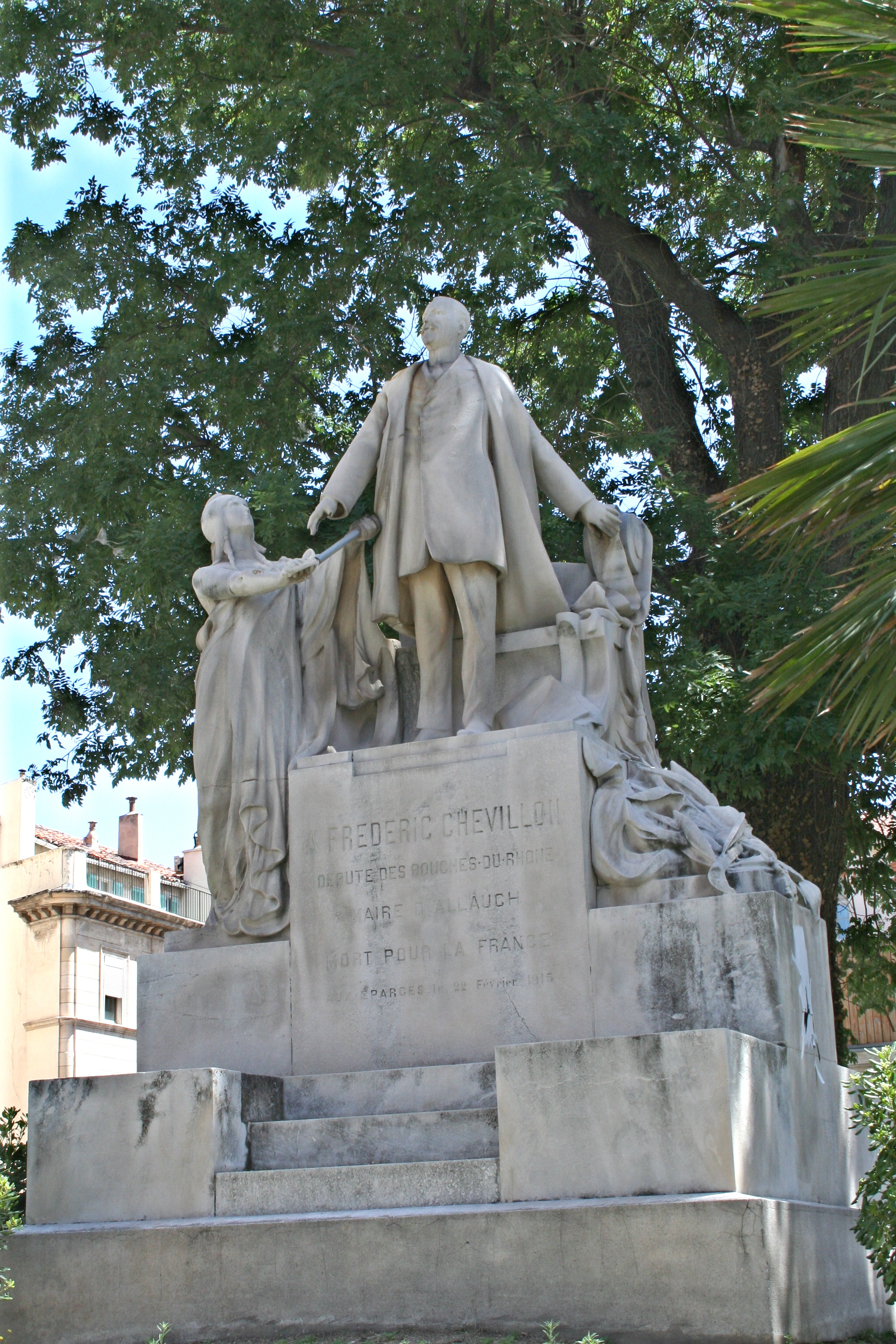
Ehrenmal für Frédéric Chevillon in Marseille vom Bildhauer Henri Raybaud

Frédéric Chevillon (* 12. Juni 1879 in Marseille; † 21. Februar 1915 bei Les Éparges, Département Meuse) war ein französischer Politiker. Von 1912 bis 1915 war er unter der Dritten Französischen Republik Mitglied der Abgeordnetenkammer.

## Leben
Chevillon, Sohn des Abgeordneten Joseph Chevillon, beerbte seinen verstorbenen Vater 1910 als Bürgermeister von Allauch. Außerdem war er Beamter im französischen Marineministerium. 1912 bewarb er sich um einen Sitz in der Abgeordnetenkammer, der nach dem Tod von Henri Brisson frei geworden war. Er konnte sich in der zweiten Wahlrunde durchsetzen und schloss sich im Parlament den Radikalsozialisten an. Bei den folgenden regulären Wahlen im April 1914 konnte er sich knapp gegen Henri Maurel durchsetzen. Wenig später zog er als einfacher Soldat in den Ersten Weltkrieg. Chevillon, der für das 302. Infanterieregiment kämpfte, fiel im Februar 1915 in Lothringen.